# Czepek (botanika)

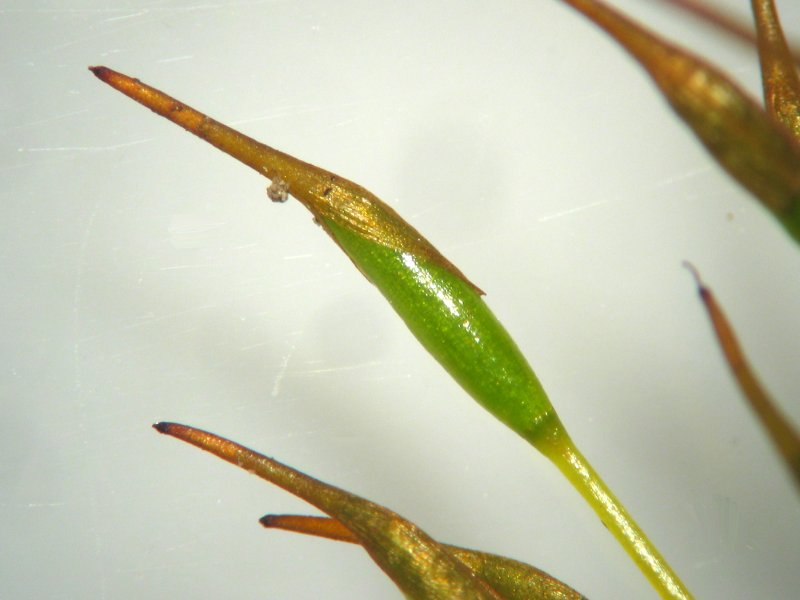
Czepek na puszce mchu Tortula muralis

Czepek (calyptra) – u mchów i wątrobowców ściany rodni osłaniające rozwijający się w ich wnętrzu sporofit. U wątrobowców sporofit najpierw dojrzewa pod osłoną czepka, a następnie go przebija, wyrastając ponad niego. Także u torfowców ściana rodni pęka i rozrywa się na szczycie, pozostając w efekcie u nasady sporofitu i tworząc tu pochwę (vaginula). U większości mchów sporofit rozwijając się, powoduje oderwanie się czepka u nasady i unosi go na puszce zarodni. 
Czepek u różnych gatunków ma różny kształt – bywa lejkowaty lub kloszowaty; okrywa zarodnię w różnym stopniu – czasem zupełnie, a czasem tylko w jej części szczytowej; bywa nagi lub owłosiony. Pełni istotną rolę diagnostyczną przy oznaczaniu mchów. Odgrywa też istotną rolę dla rozwoju sporofitu – eksperymentalne usunięcie czepka uniemożliwiało właściwy rozwój zarodni. 
Ponieważ czepek stanowi fragment gametofitu – w przeciwieństwie do przykrywanego sporofitu jest haploidalny.